# Loudaya
Loudaya (en àrab الوداية, al-Wudāya; en amazic ⵍⵓⴷⴰⵢⴰ) és una comuna rural de la prefectura de Marràqueix, a la regió de Marràqueix-Safi, al Marroc. Segons el cens de 2014 tenia una població total de 33.767 persones.